# The Register-Office

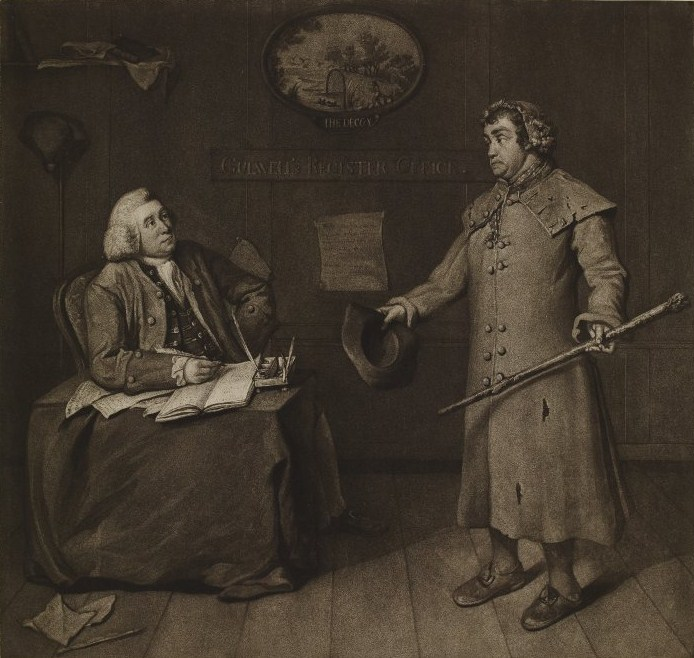
Scène uit The Register-Office, met John Hayman Packer als Gulwell en John Moody als de Ier. Gravure uit 1773 naar een schilderij van Benjamin Vandergucht.

The register-office: a farce of two acts is een klucht van Joseph Reed, voor het eerst opgevoerd in Londen op 23 april 1761. Deze gewaagde komedie, die ettelijke malen hernomen werd, werd in 1771 voor het eerst gepubliceerd. De oorspronkelijk voor het theater bedoelde versie bevatte twee personages die gecensureerd werden: Lady Wrinkle en Mrs. Snarewell werden te controversieel voor opvoering bevonden. In de publicatie uit 1771 vermeldt Reed dat Mrs. Snarewell niet gespeeld mocht worden en is Lady Wrinkle vervangen door Mrs. Doggerel. De personages spreken normaliter in proza.
Het ‘register-office’ waarom het in dit stuk draait, is een voorloper van een uitzendbureau of inlichtingenkantoor, een systeem dat door romanschrijver en magistraat Henry Fielding op poten was gezet, maar in praktijk geregeld als dekmantel voor allerhande louche activiteiten fungeerde. Dergelijke bedrijven werden ook ‘intelligence-warehouses’ genoemd en hielden zich onder andere bezig met het plaatsen van advertenties en het bezorgen van arbeidskrachten.
In dezelfde periode waarin The Register-Office populair was, oogstte Samuel Foote succes met zijn komedie The Minor. Reed beschuldigde Foote van plagiaat vanwege het personage Mrs. Cole in The Minor, dat volgens hem op zijn Mrs. Snarewell gebaseerd was. Aan het eind van de gepubliceerde theatertekst vermeldde Reed nadrukkelijk dat hij The Register-Office bijna vijf jaar vóór de publicatie van diens Minor aan Samuel Foote had overhandigd.
In de première speelden onder anderen Thomas King en John Palmer als respectievelijk Captain Le Brush en Mr. Harwood. Tot diep in de 19de eeuw bleef The Register-Office een bekend toneelstuk; vooral het personage Margery Moorpout genoot grote populariteit. Deze vrouw praat in een plat Yorkshire-dialect en is afkomstig uit Great Ayton. Andere regionale karikaturen zijn de Fransman, de Ier en de Schot, die elk — niet uitsluitend, maar grotendeels — met hun accent en idiomatische uitdrukkingen belachelijk worden gemaakt. 
De waardering voor The Register-Office was van dien aard dat Joseph Reed in de vroege 19de eeuw als een der grote Britse toneelschrijvers te boek stond: „In 1761, “The Register Office” appeared, and at once ranked its author amongst the standard dramatists of his country. Its characters are well conceived and ably contrasted; and Margery Moorpout is probably the finest specimen of genuine Yorkshire on the stage. She has immortalized the little village of Ayton (“canny Yatton”) under Roseberry.” (In 1761 verscheen ‘The Register-Office’ en plaatste zijn auteur onmiddellijk in de canon van de toneelschrijvers van dit land. De personages zijn goed uitgedacht en kundig gecontrasteerd; en Margery Moorpout is wellicht het beste voorbeeld van authentiek Yorkshire op de bühne. Zij heeft het dorpje Ayton (“het schone Yatton”) onder de Roseberry-heuvel onsterfelijk gemaakt.) Heden ten dage is zowel The Register-Office als Joseph Reed grotendeels vergeten; de laatste opvoeringsdatum van het toneelstuk is onbekend.

## Verhaal
De proloog werd door Thomas King gesproken en is een verdediging van de klucht als onontbeerlijk volksvertier.

### Eerste bedrijf
De weduwnaar Harwood is naar Londen afgezakt en bezoekt zijn vriend Frankly. Zijn huishoudster Maria is van Harwood weggelopen, omdat hij haar avances maakte; hij wil haar opsporen om met haar te trouwen. Frankly vindt zijn vriend te treurig en neemt hem mee naar het kantoor van Gulwell om daar vanuit een verborgen kamertje de bezigheden gade te slaan, hetgeen heel amusant moet zijn. Williams is de klerk van het kantoor en onderhoudt zich met Gulwell over de morele aspecten van hun bezigheden. Gulwell adviseert hem dat hij zijn geweten onder bedwang moet houden indien hij ooit rijk wil worden. Ze keuvelen wat over omkoping en bedrog.
Er komt een Fransman binnen die gebroken Engels spreekt en een baan als leraar Frans zoekt, ofschoon dat naar eigen zeggen beneden zijn stand is. Hij is ervan overtuigd dat zijn Engels perfect is. Gulwell belooft een advertentie uit te schrijven en vraagt om een voorschot. Eensklaps begrijpt de Fransoos geen Engels meer.
Margery Moorpout betreedt het kantoor en doet haar relaas van hoe ze uit Yorkshire naar Londen is gekomen. De stad stoort haar enorm; ze is verwonderd dat Gulwell de heuvel Roseberry Topping niet kent en zegt dat iedereen in Londen een gawvison is, een dialectwoord dat Gulwell niet begrijpt en dat ‘dwaas’ of ‘leeghoofd’ betekent. Ook haar doet hij betalen voor loze beloften van een baan in het verschiet.
Als volgende komt Donald Macintosh, een Schot uit Aberdeen die als handelsreiziger aan de bak poogde te komen maar overvallen werd en thans straatarm en hongerig is. Op Gulwells vraag wat voor baan hij ambieert, antwoordt de Schot in zijn Doric: ‘alles wat met educatie te maken heeft’, en beweert dat hij vloeiend Latijn spreekt. De Schot reciteert een fragment uit de Tristia van Ovidius; Gulwell noemt hem een ware latinist en praat hem naar de mond. Gulwell wordt even weggeroepen en laat het beheer van het kantoor aan Williams over. Harwood komt kortstondig uit zijn schuilplaats en vertelt Williams wat voor een snode schobbejak Gulwell eigenlijk is.

### Tweede bedrijf
Gulwell is alweer terug en krijgt bezoek van de legerkapitein Le Brush, die zich als een geleerde heer voordoet maar voortdurend woorden verhaspelt. Hij maakt zichzelf belachelijk met ellenlange uitweidingen waarin hij zijn kennis van logica en poëzie tracht te demonstreren en geeft een citaat uit Othello ten beste waarin het woord ‘chaos’ voorkomt. Wanneer Gulwell hem (wellicht opzettelijk) vraagt wat chaos betekent, valt Le Brush door de mand als een onbenul. Uiteindelijk komt het erop neer dat hij zijn vrouw, met wie hij pas enkele maanden gehuwd is, op discrete wijze om het leven wil laten brengen, zodat hij haar fortuin erft en meteen met haar rijke nicht kan trouwen. Dit vindt zelfs Gulwell nogal ver gaan, maar hij belooft de zaak te zullen regelen.
Vervolgens komt een slissende Ier uit Killybegs binnen. Hij was boerenknecht maar verliet zijn baas omdat die erop stond dat hij tijdens het ploegen het juk aan de nek van de paarden bevestgde in stede van aan hun staart. Dit druist klaarblijkelijk in tegen de Ierse gewoonten. In het register-office wil Patrick O Carrol een nieuwe betrekking op een boerderij zoeken. Zonder het te weten, wordt hij door Gulwell als slaaf voor een plantage in Amerika verkocht. Gulwell speldt hem op de mouw dat hij een verwant van hem is, en O Carrol heft ontroerd een Ierse ballade aan, alvorens afscheid te nemen.
Mrs. Snarewell wordt in een draagstoel binnengeleid. Zij is een madam en is op zoek naar een meisje dat maagd is, waarvoor een klant veel geld wil betalen. Lord Brilliant is daarentegen op zoek naar een nieuwe huishoudster om aan te randen, nadat zijn vrouw op het huwelijk van de vorige heeft aangestuurd (zodat zij het huis zal moeten verlaten). Gulwell stuurt hem naar een ander verborgen kamertje, van waaruit hij eventuele bezoeksters van het kantoor kan observeren.
De volgende bezoekster is Maria, die van mijnheer Harwood was weggelopen. Lord Brilliant is meteen onder de indruk van haar verschijning en Gulwell stopt hen beiden in het kamertje, terwijl hij Mrs. Doggerel ontvangt. Mrs. Doggerel is op zoek naar een amanuensis die stenografie beheerst; haar gedachten stromen zodanig snel dat ze deze niet allemaal kan opschrijven. Zelfs de naam van mijnheer Gulwell kan ze niet onthouden. Mrs. Doggerel is een buitengewoon actief auteur van tot nog toe vijfenveertig werken, waarvan weliswaar geen enkel is opgevoerd. Ze houdt zichzelf tevens voor een groot actrice en voert een stukje uit Venice Preserv'd van Thomas Otway op, gevolgd door zwaar pathetische verzen uit haar eigen toneelstukken. Uiteindelijk zegt Gulwell haar dat ze er beter aan zou doen, al haar werken te verbranden, waarna ze verontwaardigd het pand verlaat. Ze dreigt ermee een klucht te schrijven, getiteld The Register-Office, waarin ze Gulwell zal aanvallen.
Terwijl Mr. Tricket met Gulwell een zaak van een vervalst testament bespreekt, gilt Maria in het belendende kamertje, waarop Harwood en Frankly, die zich al die tijd verscholen hebben, het kantoor binnen stormen. Tricket blijkt Maria’s neef te zijn. Aangezien het testament van haar vader een vervalsing is, is Maria onrechtmatig van haar erfenis beroofd. Harwood wil Lord Brilliant tot een duel uitdagen, maar die is er te laf voor. Wanneer Harwood ermee dreigt, het gerecht in te schakelen, is Gulwell bereid Maria het geld terug te geven. Op dat moment komt echter Patrick O Carrol terug om Gulwell in elkaar te slaan. Hij wordt gevolgd door de Schot en de Fransman, die eveneens ontdekt hebben dat ze bedrogen zijn. De drie geven de fielt een fikse afranseling.
Harwood vraagt Maria of ze met hem terug naar Somerset wil reizen en hem vervolgens ook nog wil huwen. Maria stemt hiermee in, en Harwood concludeert dat deze kantoren dan toch nog hun nut hebben bewezen.

## Citaten
Margery Moorpout
„Certainly God! ye knaw Roſeberry? I thought ony Fule had knawn Roſeberry!—It’s t’ biggeſt Hill in oll Yorkſhire—It’s aboun a Mile an a hofe high, an as coad as Ice at’ top on’t i’t hetteſt Summer’s Day—that it’s”
 
(blz. 14 [cursief in origineel])
(„Begot, Roseberry kent ge toch? Ik dacht dat eender welke dwaas Roseberry kende! ’t Is den ’oogsten ’euvel in gans Yorkshire. Hij is circa nen mijl en een half ’oog en op den top is-tie zo koud gelijk ijs, zelfs op den ’eetsten zomerdag. ’t Zal wel zijn, dat.”)
„Gul. [...] —Your Name?

Mar. Margery Moorpout, an ye pleaſe.

Gul. How do you ſpell it?

Mar. Nay, makins, I knaw nought o Speldering—I’se nea Schollard.”
 
(blz. 16 [cursief in origineel])
(„Gulwell: Uw naam?

Margery: Margery Moorpout, als het u belieft.

Gulwell: Hoe spelt men dat?

Margery: Neen, manneke, ik weet niets van spelderen af. Ik zijn geen academieker.”)
Donald Macintosh
„Latin! Hout awa man! Hout awa, ye daft Gowk! Do ye jeer a body? A Scotchman, an not unnerſtan Latin! [...] Iſe gie ye a Speecimen frae that wutty Chief, Maiſter Ovid.—
Parve, nec invidio, ſine me, Liber, ibis in urbem,
Hei mihi, quod Domino non licet ire tuo!
Now ken ye, man whether, I unnerſtan Latin or no?”
 
(blz. 19 [cursief in origineel. De spelling ‘speecimen’ geeft aan dat de Schot dit Latijnse woord verkeerd uitspreekt. Het fragment is ook niet geestig, hetgeen suggereert dat hij niet begrijpt wat hij zegt.])
(„Latijn! Ga weg, onnozele sukkel! Houdt ge de zot met mij? Een Schot die geen Latijn kent? [...] Ik zal u een speetsiemen geven van die gevatte meester, Ovidius: „Klein boekje, ik zal je er niet van weerhouden, je moet zonder mij naar de stad; Ai mij, want voor jouw meester is het niet toegestaan!” Zijt ge nu overtuigd dat ik Latijn ken of niet?”)
Mrs. Doggerel
„Ay, ay, Child—I have written, Mr. Culwell, no leſs than nine Tragedies, eight Comedies, ſeven Tragi-comedies, ſix Farces, five Operas, four Maſques, three Oratorios, two mock Tragedies, and one Tragi-comi-operatico-magico-farcico-paſtoral, dramatic Romance, making in the whole, as Scrub ſays, five and forty.”

(blz. 38)
(„Welzeker, kind. Ik heb, mijnheer Culwell, niet minder dan negen tragedies geschreven, acht komedies, zes kluchten, vijf opera’s, vier masques, drie oratoria, twee ‘mock’-tragedies en een tragi-comi-operatico-magico-farcico-pastorale, dramatische romance, hetgeen in totaal neerkomt, zoals Scrub zegt, op vijfenveertig.”)